# Władysław Sachs
Władysław Wolf Sachs (ur. 30 października 1870 r. w Łodzi, zm. 1942 r.) – polski inżynier chemik, przedsiębiorca i działacz społeczny narodowości żydowskiej.

## Życiorys
Urodził się 30 października 1870 r. w Łodzi jako syn Loebela i Leontyny. Ukończył szkołę rzemieślniczą w Łodzi, politechnikę w Charlottenburgu i uniwersytety w Heidelbergu i w Bernie, uzyskując stopień doktora chemii. W 1886 lub 1892 r. założył fabrykę chemiczną „Aniołów” w Aniołowie (od 1916 r. w granicach Częstochowy), która później zmieniła nazwę na Towarzystwo Akcyjne Fabryki Przetworów Chemicznych, a ostatecznie funkcjonowała pod nazwą Zakłady Chemiczne Aniołów. Według powszechnej wówczas plotki, Sachs założył fabrykę za 100 tys. rubli posagu żony.
Był wieloletnim członkiem Rady Częstochowskiego Towarzystwa Wzajemnego Kredytu, współzałożycielem częstochowskiego oddziału Związku Zawodowego Robotników Przemysłu Chemicznego w Polsce, przewodniczącym Stowarzyszenia Pracowników Handlowych i Przemysłowych, a także członkiem zarządu częstochowskiego oddziału Towarzystwa Przemysłowców Królestwa Polskiego. W 1908 r. wszedł w skład komitetu organizacyjnego Wystawy Przemysłu i Rolnictwa w Częstochowie.
Sachs udzielał się dobroczynnie, m.in. jako członek zarządu Towarzystwa Dobroczynności dla Żydów (od 1900 r.) , a także wiceprezes Towarzystwa Pomocy Ubogim i Chorym Żydom „Linas Hacedek”. W 1910 r. został natomiast członkiem rzeczywistym Straży Ogniowej Ochotniczej. Zasiadał także w zarządach częstochowskich stowarzyszeń kulturalnych: Towarzystwa Śpiewaczego „Lutnia” i Towarzystwa Muzyczno-Literackiego „Lira”, które współzakładał w 1907 r.
W czasie I wojny światowej Sachs był prezesem gminy żydowskiej w Częstochowie, a w 1916 r. przewodniczył posiedzeniu reprezentantów wszystkich miejskich stowarzyszeń i korporacji żydowskich w związku z pochodem trzeciomajowym. W czasie wojny z bolszewicką Rosją wspomagał finansowo Komitet Niesienia Pomocy Żołnierzowi Polskiemu, działający przy gminie żydowskiej. Od połowy lat 1920. zasiadał w zarządzie częstochowskiej Nowej Synagogi. Był również członkiem rady Izby Polsko-Palestyńskiej w Warszawie. 
Angażował się w działalność samorządową, m.in. w 1917 r. został wybrany do Rady Miejskiej w Częstochowie i jako jej członek reprezentował Częstochowę na I Zjeździe Przedstawicieli Miast Królestwa Polskiego w Warszawie, który odbył się w dniach 19–21 listopada 1917 r. W marcu 1919 został wybrany do zespołu, który miał opracować monografię rady. Był także ławnikiem Sądu Okręgowego w Częstochowie.
W 1931 r. w jego fabryce urzędnicy Akcyz i Monopolów wykryli podwójną księgowość, mającą na celu ukryć nielegalną dystrybucję eteru (tzw. afera eterowa), jednak już w 1932 r. prasa doniosła, iż sprawa dążyła do umorzenia. Ostatecznie sprawy nie wniesiono do sądu.
Od końca lat 1930. mieszkał w Warszawie, ale 31 grudnia 1941 r. wrócił do Częstochowy i zamieszkał na terenie getta. Przypuszczalnie zginął we wrześniu lub październiku 1942 r. podczas jego likwidacji.
Odznaczony Złotym Krzyżem Zasługi (1937).
Żonaty z Marią, córką łódzkiego bankiera Wilhelma Landaua.